# 长孙抗
长孙抗（?—?），《北史》作长孙瓬，《长孙儁墓志》作长孙乌者，北魏官员，代人。
长孙抗是北魏开国功臣上党靖王长孙道生的儿子，长孙抗官至少卿、特进，在父亲之前去世，追封上党王，谥号康。长孙抗之子长孙拔六观，《魏书》、《北史》作长孙观，封上党定王。长孙抗是长孙稚的祖父，长孙儁的曾祖父，唐太宗长孙皇后的七世祖。